# Sonateform
Sonateform er en musikalsk form, som fødtes i wienerklassicismen og senere udvikledes af konservative, formbundne romantiske komponister, som f.eks. Pjotr Iljitj Tjajkovskij og Johannes Brahms.
Sonateformen blev oftest brugt i første sats i symfonier og sonater.
Den opstod pga. ønsket om en temadualisme modsat f.eks. barokkens monotematiske fuga. Denne dualisme giver værket en hidtil ukendt nerve og dramatik. Sonateformen vil ofte blive fremført som en slags "kamp" mellem hovedtemaet og sidetemaet. Nogle gange er der en klar vinder, andre gange ender det med en kompromisløsning, hvor begge temaer har taget form af hinanden.
En traditionel sonatesats består af fire dele: ekspositionsdelen, modulationsdelen, reprise og coda.
I ekspositionsdelen fremføres hovedtema og sidetema bundet sammen ved overledninger og afsluttet med en epilog. Ekspositionsdelen er "kernen" i værket – det som resten af satsen tager udgangspunkt i. Denne del gentages i wienerklassicismen så godt som altid – i romantikken droppes gentagelsen ofte til fordel for en længere ekspositionsdel. I nye, friere fortolkninger udelades wienerklassicismen gentagelse til tider.
Efter ekspositionsdelen kommer modulationsdelen (også kaldt gennemføringsdelen), som ofte er sonatesatsens dramatiske klimaks. Her finder den tematiske bearbejdelse af ekspositionsdelens temaer sted. Selv i den formbundne wienerklassicisme er der stor forskel på, hvordan komponisterne tackler denne del. Især Beethoven er berømt for sine lange og fantasifulde modulationsdele, hvor han tager udgangspunkt i én eller flere dele af de tematiske idéer fra ekspositionsdelen, hvorefter han vender og drejer dem og til tider hugger dem i småstykker og lader dem gennemgå en udvikling, der ellers lå fjernt fra deres karakter i ekspositionsdelen. Andre komponister, som f.eks. Clementi, lader sig som regel nøje med at lade et af temaerne gennemgå nogle modulationer uden at fjerne dem så langt fra deres udgangspunkt.
Efter dramatikken vender satsen tilbage til sit udgangspunkt med den tredje del – reprisen. I denne del gentages ekspositionsdelen, dog ofte med visse undtagelser, alt efter hvor stor indvirkning modulationsdelen har haft på temaernes udvikling. I reprisen er der tonal udligning mellem hovedtema og sidetema, hvilket ofte overflødiggør overledningsdelen, eller i hvert fald omformer den.
Fjerde og sidste del, coda, er værkets afrunding. I den tidlige wienerklassicisme vil den ofte være identisk med ekspositionsdelens epilog (dog med tonal udligning) eller i hvert fald et forholdsvis hurtigt overstået punktum. Men senere bliver det udvidet til en mere selvstændig og omfangsrig del. I Beethovens 5. symfoni er de fire dele f.eks. næsten lige lange.
Sonatesatsen kan desuden tilføjes et ledemotiv eller et vorhang.